# Nati nel 1952/Febbraio
| Questa pagina contiene informazioni ricavate automaticamente dalle voci biografiche con l'ausilio del template Bio e di un bot. L'aggiornamento è periodico e automatico e ricostruisce completamente la pagina. Se manca una persona in questa lista, sei pregato di non aggiungerla, ma accertati piuttosto che la sua voce biografica contenga il template Bio e che i dati anagrafici siano correttamente compilati. Se il template Bio manca, inseriscilo tu stesso o, in alternativa, metti l'avviso {{tmp\|Bio}} che ne segnala la mancanza. Se i dati riportati sono sbagliati, correggi direttamente la voce biografica; le modifiche saranno visibili in questa lista entro pochi giorni. Per chiarimenti vedi il progetto biografie. La lista contiene solo le 263 persone che sono citate nell'enciclopedia e per le quali è stato implementato correttamente il template Bio. Pagina aggiornata al 18 ago 2025. |

- 1º febbraio - Maria Patrizia Grieco, dirigente d'azienda italiana
- 1º febbraio - Jenő Jandó, pianista ungherese († 2023)
- 1º febbraio - Dominique Le Ray, ex cestista francese
- 1º febbraio - António Lima Pereira, calciatore portoghese († 2022)
- 1º febbraio - Floriano Martello, ex pattinatore di velocità su ghiaccio italiano
- 1º febbraio - Alicio Solalinde, allenatore di calcio e ex calciatore paraguaiano
- 1º febbraio - Roger Tsien, biochimico statunitense († 2016)
- 2 febbraio - Dave Casper, ex giocatore di football americano statunitense
- 2 febbraio - John Cornyn, politico statunitense
- 2 febbraio - Rick Dufay, chitarrista francese
- 2 febbraio - Thierry Espié, pilota motociclistico francese
- 2 febbraio - Reinhard Häfner, allenatore di calcio e calciatore tedesco orientale († 2016)
- 2 febbraio - Eitetsu Hayashi, musicista giapponese
- 2 febbraio - Jérome Lejeune, musicologo belga
- 2 febbraio - Andrew Linzey, teologo e presbitero inglese
- 2 febbraio - Bill Mallon, medico, saggista e golfista statunitense
- 2 febbraio - Ralph Merkle, crittografo statunitense
- 2 febbraio - Fernando Morena, ex calciatore e allenatore di calcio uruguaiano
- 2 febbraio - Roger Olson, teologo e pastore protestante statunitense
- 2 febbraio - Park Geun-hye, politica sudcoreana
- 2 febbraio - Carol Ann Susi, attrice statunitense († 2014)
- 2 febbraio - Christiane Taubira, politica francese
- 2 febbraio - Tiziana Weiss, alpinista italiana († 1978)
- 3 febbraio - Richard Bone, musicista statunitense
- 3 febbraio - Cellou Dalein Diallo, politico e economista guineano
- 3 febbraio - Jack Fields, politico statunitense
- 3 febbraio - Basilio Giordano, politico italiano
- 3 febbraio - Vito Ippolito, dirigente sportivo italiano
- 3 febbraio - Mamadou Lamine Loum, politico senegalese
- 3 febbraio - Anton Lubowski, politico namibiano († 1989)
- 3 febbraio - Fred Lynn, ex giocatore di baseball statunitense
- 3 febbraio - Andrej Makeev, cestista sovietico († 2021)
- 3 febbraio - Susan Shields, ex nuotatrice statunitense
- 4 febbraio - Alberto Albero, ex lunghista italiano
- 4 febbraio - Paul Bennett, ex calciatore inglese
- 4 febbraio - Abdalá Bucaram, avvocato, politico e ex velocista ecuadoriano
- 4 febbraio - Mervyn Cawston, ex calciatore inglese
- 4 febbraio - Ennio Chiodi, giornalista italiano
- 4 febbraio - Lisa Eichhorn, attrice statunitense
- 4 febbraio - Kudsi Erguner, flautista turco
- 4 febbraio - Antonio Vittorino Gaddi, medico e scrittore italiano
- 4 febbraio - Arkadiusz Godel, ex schermidore polacco
- 4 febbraio - Richard Lineback, attore statunitense
- 4 febbraio - Manrico Marchetto, rugbista a 15 e architetto italiano († 2024)
- 4 febbraio - Héctor Rodríguez, ex cestista messicano
- 4 febbraio - Jenny Shipley, politica neozelandese
- 4 febbraio - Gianfranco Venturi, politico italiano
- 5 febbraio - John Andrews, ex tennista statunitense
- 5 febbraio - Daniel Balavoine, cantautore francese († 1986)
- 5 febbraio - Mustafa Cerić, imam bosniaco
- 5 febbraio - Yoshinori Kanada, animatore giapponese († 2009)
- 5 febbraio - Miguel Ángel Leyes, ex calciatore argentino
- 5 febbraio - Juan Manuel Sánchez Gordillo, politico e sindacalista spagnolo
- 6 febbraio - Tim Blake, tastierista, compositore e cantante britannico
- 6 febbraio - Harry Everts, pilota motociclistico belga
- 6 febbraio - Francis Gonzalez, ex mezzofondista francese
- 6 febbraio - Ricardo La Volpe, ex calciatore e allenatore di calcio argentino
- 6 febbraio - Peter Tsai, ingegnere chimico taiwanese
- 7 febbraio - Syusy Blady, conduttrice televisiva, cabarettista e scrittrice italiana
- 7 febbraio - Antonio Catricalà, avvocato, magistrato e dirigente pubblico italiano († 2021)
- 7 febbraio - Giuseppe Fallica, politico italiano
- 7 febbraio - Pepeu Gomes, cantante, compositore e chitarrista brasiliano
- 7 febbraio - John Hickenlooper, politico, imprenditore e geologo statunitense
- 7 febbraio - Marco Ravaglioli, giornalista e politico italiano
- 7 febbraio - Vasco Rossi, cantautore italiano
- 7 febbraio - Tim Saunders, poeta, giornalista e linguista britannico
- 7 febbraio - Didi Senft, inventore tedesco
- 8 febbraio - Rodolfo Carvajal, ex calciatore venezuelano
- 8 febbraio - Mustapha Dahleb, ex calciatore algerino
- 8 febbraio - Daisuke Gōri, attore e doppiatore giapponese († 2010)
- 8 febbraio - Marinho Chagas, calciatore brasiliano († 2014)
- 8 febbraio - Nora Miao, attrice hongkonghese
- 8 febbraio - Carolyn Pickles, attrice britannica
- 8 febbraio - Daniele Segre, regista, sceneggiatore e montatore italiano († 2024)
- 8 febbraio - Silva Semadeni, storica, politica e insegnante svizzera
- 8 febbraio - Rick Strassman, medico statunitense
- 9 febbraio - Robert Alban, ex ciclista su strada e ciclocrossista francese
- 9 febbraio - Tony Attwood, psicologo britannico
- 9 febbraio - Angelo Buscema, magistrato italiano
- 9 febbraio - Hanan Keren, ex cestista israeliano
- 9 febbraio - Cliff Letcher, tennista australiano († 2004)
- 9 febbraio - Shinako Tsuchiya, politica giapponese
- 9 febbraio - Julio Velasco, allenatore di pallavolo e dirigente sportivo argentino
- 9 febbraio - Danny White, ex giocatore di football americano statunitense
- 9 febbraio - Zhang Jilong, dirigente sportivo cinese
- 10 febbraio - Silvio Brito, cantante, showman e polistrumentista brasiliano
- 10 febbraio - Giancarlo Golzi, batterista, musicista e paroliere italiano († 2015)
- 10 febbraio - George Jackson, calciatore inglese
- 10 febbraio - Martin Musonde Kivuva, arcivescovo cattolico keniota
- 10 febbraio - Lee Hsien Loong, generale e politico singaporiano
- 10 febbraio - John Webb, ex calciatore inglese
- 11 febbraio - Ermanno Beccati, ex calciatore italiano
- 11 febbraio - Fausto De Stefani, alpinista italiano
- 11 febbraio - Alberto Elli, ingegnere, orientalista e egittologo italiano
- 11 febbraio - Roderick McKay, scacchista scozzese
- 11 febbraio - Jim O'Brien, ex cestista e allenatore di pallacanestro statunitense
- 11 febbraio - Nancy Stark Smith, ballerina statunitense († 2020)
- 11 febbraio - Marcelo Tubert, attore e doppiatore argentino
- 11 febbraio - Roberta Valtorta, storica italiana
- 11 febbraio - Ludovico Vico, politico italiano († 2021)
- 12 febbraio - Patrick Gaillard, ex pilota automobilistico francese
- 12 febbraio - Simon MacCorkindale, attore britannico († 2010)
- 12 febbraio - Michael McDonald, cantante e tastierista statunitense
- 12 febbraio - Sugata Mitra, informatico e pedagogista indiano
- 12 febbraio - Marco Perosino, politico italiano
- 12 febbraio - Salvador Pineda, attore messicano
- 12 febbraio - Henry Rono, mezzofondista e siepista keniota († 2024)
- 12 febbraio - Wolfang Schwarz, allenatore di calcio e calciatore austriaco († 2018)
- 13 febbraio - Ed Gagliardi, bassista statunitense († 2014)
- 13 febbraio - Malcolm Linton, ex calciatore inglese
- 13 febbraio - Freddy Maertens, ex ciclista su strada e pistard belga
- 13 febbraio - Linah Mohohlo, banchiera e economista botswana († 2021)
- 13 febbraio - Horst Schneider, politico tedesco
- 13 febbraio - Alexander Alexandrov Yordanov, politico bulgaro
- 14 febbraio - Hans Backe, ex calciatore e allenatore di calcio svedese
- 14 febbraio - Gwyneth Jones, scrittrice inglese
- 14 febbraio - Anton Lesser, attore britannico
- 14 febbraio - Humberto Minutti, ex calciatore argentino
- 14 febbraio - Christopher W. Monckton, politico, giornalista e imprenditore britannico
- 14 febbraio - Mario Pezzolla, giornalista, conduttore radiofonico e disc jockey italiano
- 14 febbraio - Sushma Swaraj, politica e avvocata indiana († 2019)
- 15 febbraio - George Antonysamy, arcivescovo cattolico indiano
- 15 febbraio - Jens Jørn Bertelsen, ex calciatore danese
- 15 febbraio - Bill T. Jones, coreografo e ballerino statunitense
- 15 febbraio - Nikolaj Kolesnikov, ex sollevatore sovietico
- 15 febbraio - Claudio Luchinat, chimico italiano
- 15 febbraio - Luigi Mascilli Migliorini, storico italiano
- 15 febbraio - Aleksandr Muratov, regista sovietico
- 15 febbraio - Tomislav Nikolić, politico serbo
- 15 febbraio - Marco Piva, designer e architetto italiano
- 15 febbraio - Heidemarie Reineck, ex nuotatrice tedesca occidentale
- 15 febbraio - Vincenzo Sansonetti, giornalista e scrittore italiano
- 15 febbraio - Fausto Stiz, ex ciclista su strada e dirigente sportivo italiano
- 15 febbraio - Michel Talagrand, matematico francese
- 15 febbraio - Margit Warburg, sociologa danese
- 16 febbraio - John Feaver, ex tennista britannico
- 16 febbraio - Gustavo Fernández, ex calciatore uruguaiano
- 16 febbraio - James Ingram, cantante e compositore statunitense († 2019)
- 16 febbraio - Jan Kerouac, scrittrice statunitense († 1996)
- 16 febbraio - Dariusz Kwiatkowski, cestista polacco († 2016)
- 16 febbraio - Francesca Michelotti, politica sammarinese
- 17 febbraio - Georges Bensoussan, storico francese
- 17 febbraio - Garry Chalk, attore e doppiatore britannico
- 17 febbraio - Ricardo Fantasia, giocatore di biliardo argentino
- 17 febbraio - Randy Forbes, politico e avvocato statunitense
- 17 febbraio - Karin Janz, ex ginnasta e medico tedesca
- 17 febbraio - Louis Frederick Kihneman, vescovo cattolico statunitense
- 17 febbraio - José Ignacio Oñaederra, ex calciatore spagnolo
- 17 febbraio - Eric Probert, calciatore inglese († 2004)
- 17 febbraio - Sombath Somphone, attivista, educatore e ambientalista laotiano
- 18 febbraio - Peter Allen, compositore e musicista canadese
- 18 febbraio - Federico Cafiero De Raho, ex magistrato e politico italiano
- 18 febbraio - Randy Crawford, cantante statunitense
- 18 febbraio - Philippe Dupouy, astronomo francese
- 18 febbraio - Ulrich Eicke, ex canoista tedesco
- 18 febbraio - Ornella Grassi, attrice italiana
- 18 febbraio - Maurice Lucas, cestista e allenatore di pallacanestro statunitense († 2010)
- 18 febbraio - Juice Newton, cantante statunitense
- 18 febbraio - Johann Schneider-Ammann, politico svizzero
- 18 febbraio - Lamberto Sposini, giornalista e conduttore televisivo italiano
- 18 febbraio - Eva Peggy Stensønes, cantante norvegese († 2020)
- 19 febbraio - Michail An, calciatore sovietico († 1979)
- 19 febbraio - Guido Cervo, scrittore italiano
- 19 febbraio - Luigi Cesaro, politico italiano
- 19 febbraio - Paolo Cornaglia Ferraris, medico, giornalista e saggista italiano
- 19 febbraio - Phil Holder, allenatore di calcio e ex calciatore inglese
- 19 febbraio - Nancy Etchemendy, scrittrice statunitense
- 19 febbraio - Steve James, attore statunitense († 1993)
- 19 febbraio - Marcia McNutt, geofisica statunitense
- 19 febbraio - Ryū Murakami, scrittore, saggista e sceneggiatore giapponese
- 19 febbraio - Steve Negus, batterista canadese
- 19 febbraio - Claudio Simonetti, compositore e musicista italiano
- 19 febbraio - Stephen South, ex pilota automobilistico britannico
- 19 febbraio - Amy Tan, scrittrice statunitense
- 19 febbraio - Danilo Türk, politico e diplomatico sloveno
- 19 febbraio - Rodolfo Neri Vela, ex astronauta messicano
- 19 febbraio - Marion d'Amburgo, attrice teatrale e costumista italiana
- 20 febbraio - Gérard Bonnevie, ex sciatore alpino francese
- 20 febbraio - Fernando Castro Santos, allenatore di calcio spagnolo
- 20 febbraio - Luigi Cimolai, imprenditore italiano
- 20 febbraio - Billy Jennings, ex calciatore inglese
- 20 febbraio - Rino Lavezzini, allenatore di calcio italiano
- 20 febbraio - Terry Palmer, ex sciatore alpino statunitense
- 21 febbraio - Pedro Aicart, calciatore peruviano († 2013)
- 21 febbraio - Jean-Jacques Burnel, musicista, cantante e produttore discografico britannico
- 21 febbraio - Vincenzo Ciabarri, politico italiano
- 21 febbraio - Mimi Kuzyk, attrice canadese
- 21 febbraio - Jia Pingwa, scrittore cinese
- 21 febbraio - Peter Turner, attore inglese
- 22 febbraio - James Bagian, ex astronauta e fisico statunitense
- 22 febbraio - Marcos Caruso, attore, drammaturgo e regista brasiliano
- 22 febbraio - Antonio Catania, attore italiano
- 22 febbraio - Cyrinda Foxe, attrice statunitense († 2002)
- 22 febbraio - Bill Frist, politico statunitense
- 22 febbraio - István Magas, ex pallanuotista ungherese
- 22 febbraio - Issei Ogata, attore e comico giapponese
- 22 febbraio - Khadga Prasad Sharma Oli, politico nepalese
- 22 febbraio - Ian Robins, ex calciatore inglese
- 22 febbraio - James Tarjan, scacchista statunitense
- 22 febbraio - Thomas Wessinghage, ex mezzofondista tedesco
- 23 febbraio - Sören Åkeby, allenatore di calcio e ex calciatore svedese
- 23 febbraio - Károly Csapó, ex calciatore ungherese
- 23 febbraio - Marshall Herskovitz, regista, sceneggiatore e produttore cinematografico statunitense
- 23 febbraio - Johann Krejcirik, ex calciatore e allenatore di calcio austriaco
- 23 febbraio - Tzi Ma, attore cinese
- 23 febbraio - Miyuki Nakajima, cantante giapponese
- 23 febbraio - Pedro Pérez, triplista cubano († 2018)
- 23 febbraio - Isabella Savona, attrice italiana
- 23 febbraio - Zoltán Székely, ex schermidore ungherese
- 23 febbraio - Brad Whitford, musicista e chitarrista statunitense
- 24 febbraio - Giuliana Amici, allenatrice di atletica leggera e giavellottista italiana
- 24 febbraio - Tommy Burleson, ex cestista statunitense
- 24 febbraio - Carlo Maria Cordio, musicista italiano
- 24 febbraio - Steve Dawson, bassista britannico
- 24 febbraio - Fred Dean, giocatore di football americano statunitense († 2020)
- 24 febbraio - Jesús García Arenas, ex cestista messicano
- 24 febbraio - Lorenzo Liviero, politico italiano
- 24 febbraio - Edgar Radtke, linguista e filologo tedesco
- 24 febbraio - Jadwiga Rappé, contralto polacco († 2025)
- 24 febbraio - Bryan Talbot, fumettista britannico
- 24 febbraio - Sharon Walsh, tennista statunitense
- 25 febbraio - Joey Dunlop, pilota motociclistico nordirlandese († 2000)
- 25 febbraio - Tomas Ledin, cantante svedese
- 25 febbraio - John McLaughlin, ex calciatore inglese
- 25 febbraio - Markku Taskinen, ex mezzofondista e velocista finlandese
- 25 febbraio - Torbjörn Taxén, ex cestista svedese
- 26 febbraio - Mario Baudino, giornalista, saggista e poeta italiano
- 26 febbraio - Caterina Bon Valsassina, storica dell'arte e funzionaria italiana
- 26 febbraio - Pietro Caracciolo, scrittore e storico italiano
- 26 febbraio - Enrico Coveri, stilista, imprenditore e modello italiano († 1990)
- 26 febbraio - John Giblin, bassista britannico († 2023)
- 26 febbraio - Ljudmila Maslakova, ex velocista sovietica
- 26 febbraio - Sebastião Miranda da Silva Filho, ex calciatore brasiliano
- 26 febbraio - Raúl Nogués, ex calciatore argentino
- 26 febbraio - Luka Peruzović, allenatore di calcio e ex calciatore croato
- 26 febbraio - Paolo Rosselli, fotografo italiano
- 27 febbraio - Evgenij Aleksandrov, calciatore sovietico († 2019)
- 27 febbraio - Stefania Cotoneschi, matematica e insegnante italiana († 2015)
- 27 febbraio - Dwight Jones, cestista statunitense († 2016)
- 27 febbraio - Lionello Massimelli, ex calciatore italiano
- 27 febbraio - Walter Niedermayr, artista italiano
- 27 febbraio - Lidia Pellissier, ex sciatrice alpina italiana
- 27 febbraio - Debra Sapenter, ex velocista statunitense
- 27 febbraio - Shogo Tomiyama, produttore cinematografico giapponese
- 27 febbraio - Toninho Quintino, ex calciatore brasiliano
- 28 febbraio - Mauro Agostini, politico e dirigente d'azienda italiano
- 28 febbraio - Michel Bury, ex tiratore a segno francese
- 28 febbraio - William Finn, compositore, paroliere e librettista statunitense († 2025)
- 28 febbraio - Sylvia Hatchell, allenatrice di pallacanestro statunitense
- 28 febbraio - Elman Huseynov, militare, ingegnere e funzionario azero († 1993)
- 28 febbraio - Cristina Raines, attrice e modella statunitense
- 28 febbraio - Harry Thumann, tastierista, produttore discografico e compositore tedesco († 2001)
- 29 febbraio - Fiorenzo Barindelli, imprenditore e collezionista d'arte italiano († 2013)
- 29 febbraio - Pierre Blaise, attore francese († 1975)
- 29 febbraio - Raúl González Rodríguez, ex marciatore messicano
- 29 febbraio - Mohamed Khedis, calciatore algerino († 2008)
- 29 febbraio - Igor' Nikitin, ex sollevatore sovietico
- 29 febbraio - Kazuo Oga, disegnatore, scenografo e regista giapponese
- 29 febbraio - Oswaldo Payá, attivista e politico cubano († 2012)
- 29 febbraio - Tim Powers, scrittore statunitense
- 29 febbraio - Rayno Seegers, ex tennista sudafricano
- 29 febbraio - Raisa Smetanina, ex fondista sovietica
- 29 febbraio - Bart Stupak, politico statunitense